# Tetracnemoidea zelandica
Tetracnemoidea zelandica är en stekelart som beskrevs av John S. Noyes 1988. Tetracnemoidea zelandica ingår i släktet Tetracnemoidea och familjen sköldlussteklar. Inga underarter finns listade i Catalogue of Life.